# Roza Chutors extrempark
Roza Chutors extrempark (ryska: Экстрим-Парк Роза Хутор, Ekstrim-Park Roza Chutor) är en del av skidanläggningen Roza Chutor i Krasnaja Poljana, Ryssland. Tävlingar i freestyle och snowboard hålls här under olympiska vinterspelen 2014. OS-staden Sotji ligger 60 km söder om anläggningen.

## Beskrivning
Anläggningen Roza Chutor har sitt namn efter området där det är beläget, på nordsluttningen av bergsryggen Aibga i nordvästra delen av Kaukasus. Extremparken ligger på en platå halvvägs mellan bergsmassivets topp och floden Mzymta längst ner i dalen. Övriga delen av det alpina komplexet Roza Chutor ligger strax söder/sydöst om extremparken.

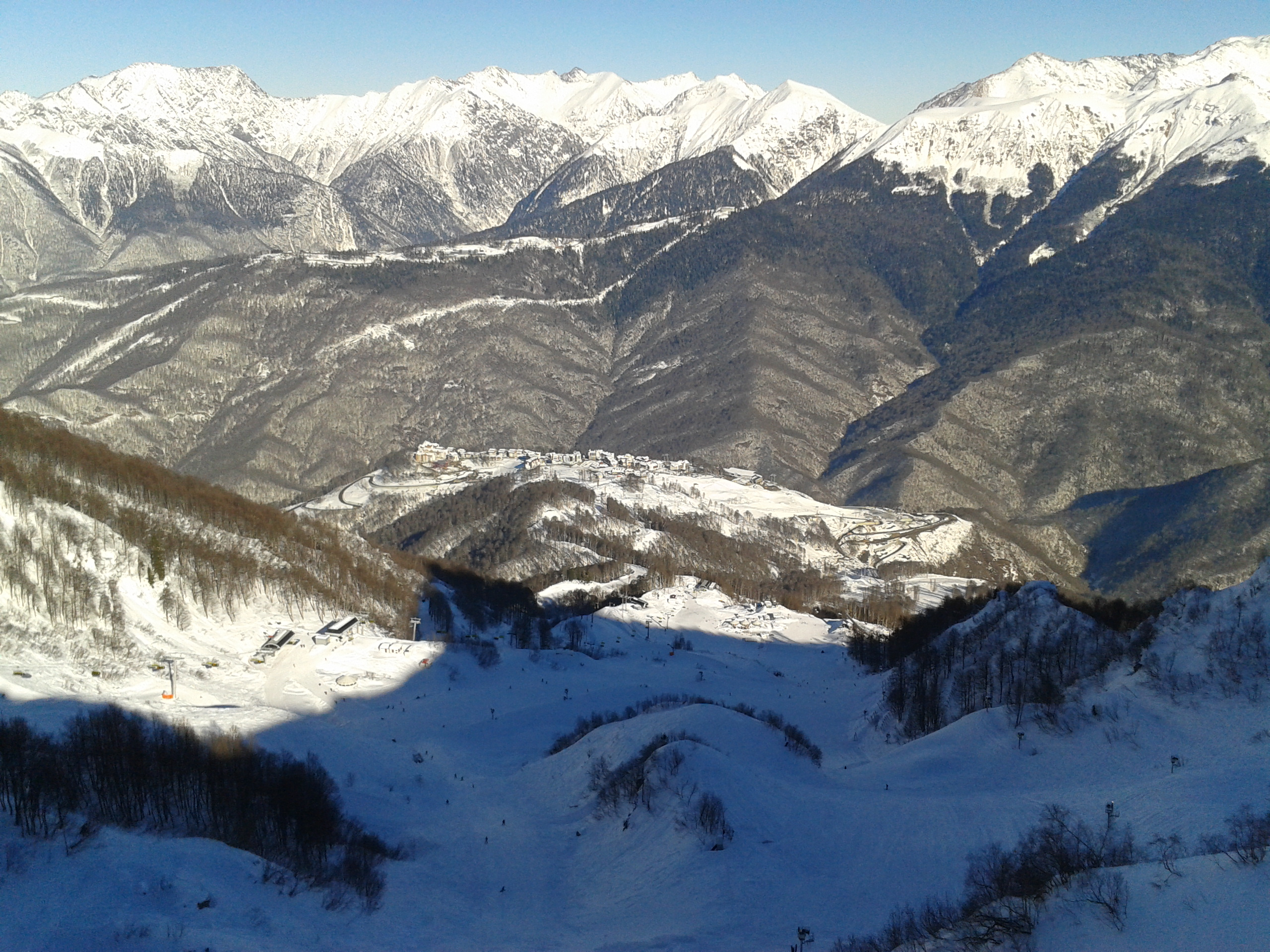
Utsikt över skidanläggningen Roza Chutor, december 2013.